# Czarny Las (Mykanów)
Czarny Las (deutsch Hilsbach) ist eine Ortschaft mit einem Schulzenamt der Landgemeinde Mykanów im Powiat Częstochowski der Woiwodschaft Schlesien in Polen.

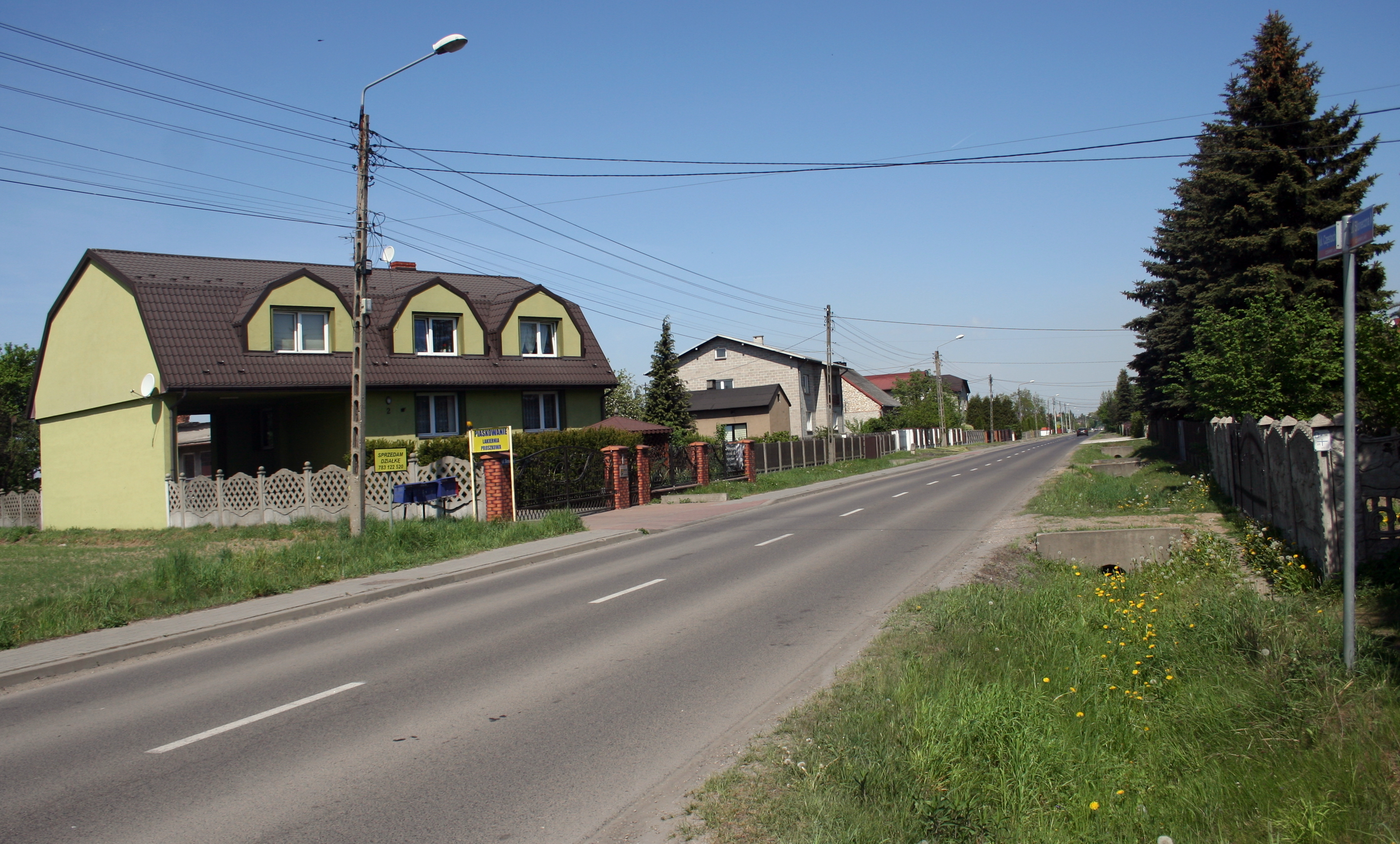
Częstochowska-Straße in Czarny Las

## Geschichte
Das Dorf wurde im Jahr 1802 unter dem Namen Hilsbach durch deutsch-lutherische Kolonisten gegründet, als das Gebiet nach der zweiten Teilung Polens von 1793 bis 1807 zu Südpreußen gehörte. 1807 kam Czarny Las ins Herzogtum Warschau und 1815 ins neu entstandene russisch beherrschte Kongresspolen. Danach wurde es zu Czarny Las (Schwarzwald auf Deutsch, im Sinn Laubwald) umbenannt.
Hilsbach war die größte deutsche Kolonie in der Umgebung von Częstochowa (8 km im Süden) und wurde zum großen Teil von Textilarbeitern bewohnt. 1827 gab es 73 Häuser mit 405 Einwohnern. 1846 entstand dort dank dem Pastor Edward Lembke eine evangelisch-augsburgische Filialgemeinde von Wieluń, die u. a. die Kolonien Kuhlhausen (Węglowice) und Heilmannswalde (Puszczew) und evangelische Arbeiter in Kamienica Polska und Huta Stara A umfasste. 1854 wurde der Sitz nach Tschenstochau an der neuen Warschau-Wiener Eisenbahn verlegt. In der örtlichen Volksschule wurde bis 1918 auf Deutsch und Russisch unterrichtet, danach bis 1925 auf Polnisch und Deutsch.
Nach dem Ende des Ersten Weltkriegs kam Czarny Las zu Polen und gehörte zu der Gemeinde Grabówka im Powiat Częstochowski in der Woiwodschaft Kielce (1919–1939). In der Zwischenkriegszeit machten die Lutheraner 3/4 der Bewohner aus, z. B. 1921 gab es 354 Protestanten und 537 Einwohner, außerdem deklarierten sich 360 als deutscher Nationalität, die größte Zahl in der ganzen Woiwodschaft. Im Zweiten Weltkrieg gehörte es zum Distrikt Radom im Generalgouvernement. 1940 wurden die Polen zwangsweise ausgesiedelt, um Volksdeutsche anzusiedeln. 1945 flüchteten zunächst viele Deutsche vor dem Einmarsch der Sowjets, der Rest wurde später vertrieben. Im Dorf befindet sich ein ehemaliger lutherischer Friedhof, der im Jahr 2019 „aufgeräumt“ bzw. vernichtet von der örtlichen römisch-katholischen Pfarrei wurde.
1950 kam es an die Woiwodschaft Katowice. Von 1975 bis 1998 gehörte Czarny Las zur Woiwodschaft Częstochowa.